# Episodi di The Librarians (serie televisiva 2014) (prima stagione)
La prima stagione della serie televisiva The Librarians, composta da 10 episodi, è stata trasmessa negli Stati Uniti dal 7 dicembre 2014 al 18 gennaio 2015, sul canale TNT.
In Italia la stagione è andata in onda su Paramount Channel, dal 15 dicembre 2016 al 12 gennaio 2017.
| nº | Titolo originale             | Titolo italiano                   | Prima TV USA     | Prima TV Italia  |
| -- | ---------------------------- | --------------------------------- | ---------------- | ---------------- |
| 1  | And the Crown of King Arthur | ... e la corona di Re Artù        | 7 dicembre 2014  | 15 dicembre 2016 |
| 2  | And the Sword in the Stone   | ... e la Spada nella Roccia       | 7 dicembre 2014  | 15 dicembre 2016 |
| 3  | And the Horns of a Dilemma   | ... e il filo di Arianna          | 14 dicembre 2014 | 22 dicembre 2016 |
| 4  | And Santa's Midnight Run     | ... e la missione di Babbo Natale | 21 dicembre 2014 | 22 dicembre 2016 |
| 5  | And the Apple of Discord     | ... e il pomo della discordia     | 28 dicembre 2014 | 29 dicembre 2016 |
| 6  | And the Fables of Doom       | ... e le fiabe maledette          | 4 gennaio 2015   | 29 dicembre 2016 |
| 7  | And the Rule of Three        | ... e la legge del tre            | 11 gennaio 2015  | 5 gennaio 2017   |
| 8  | And the Heart of Darkness    | ... e il cuore oscuro             | 11 gennaio 2015  | 5 gennaio 2017   |
| 9  | And the City of Light        | ... e la città della luce         | 18 gennaio 2015  | 12 gennaio 2017  |
| 10 | And the Loom of Fate         | ... e la trama del destino        | 18 gennaio 2015  | 12 gennaio 2017  |

## ... e la corona di Re Artù
- Titolo originale: And the Crown of King Arthur
- Diretto da: Dean Devlin
- Scritto da: John Rogers

### Trama
A Berlino, durante una missione, l'agente NATO della sezione antiterrorismo, il colonnello Baird, incontra Flynn Carsen e, al suo ritorno negli Stati Uniti, viene invitata alla Biblioteca e le viene proposto di divenire la nuova Custode del Bibliotecario. Nonostante le resistenze iniziali di Flynn che a suo dire non ha bisogno di un Custode, Baird decide di collaborare con lui per indagare sugli omicidi di diversi candidati Bibliotecari e per salvare tre di questi che sono ancora vivi: Cassandra Cillian, Jacob Stone ed Ezekiel Jones. Poi, con l'aiuto dei tre, Flynn e il colonnello Baird scoprono che dietro agli omicidi vi è un antico nemico della Biblioteca, la Confraternita del Serpente, e decidono di impedirle di rubare la corona di Re Artù, nascosta nel nord dell'Inghilterra. Quando ritornano alla Biblioteca, però, Cassandra tradisce la squadra e porta la Confraternita con sé. Flynn per fermarla decide d'intervenire, ma viene ferito da Lamia, un membro della Confraternita. Judson e Charlene prendono così la decisione di sigillare la dimensione alternativa in cui risiede la Biblioteca.
- Guest star: Jane Curtin (Charlene), Bob Newhart (Judson)
- Ascolti USA: telespettatori 5.35 milioni[3]

## ... e la Spada nella Roccia
- Titolo originale: And the Sword in the Stone
- Diretto da: Dean Devlin
- Scritto da: John Rogers

### Trama
Tagliati fuori dalla Biblioteca, il colonnello Baird, Jacob, Ezekiel e Flynn, ancora ferito gravemente, sono inviati in una foresta remota, dove vengono recuperati da Jenkins, un vecchio amico di Judson che gestisce l'Annesso della Biblioteca a Portland. Poiché le sue ferite non possono essere guarite, Flynn decide di spendere il suo ultimo giorno di vita a preparare gli altri al compito di Bibliotecari. I quattro vanno perciò sotto Buckingham Palace, dove la Confraternita del Serpente ha in programma di eseguire un rituale che inonderà il mondo con la magia. Con l'aiuto della pentita Cassandra, il gruppo riesce così a riprendere il controllo sia della corona che di Excalibur, anche se non prima che Lamia riesca a completare il rituale. Successivamente, usando quel poco di magia rimasto in Excalibur, Cassandra guarisce Flynn. Al termine dell'episodio, dopo che tutto si è risolto, nonostante la magia sia tornata nel mondo, il colonnello bacia Flynn che, però, decide di partire da solo alla ricerca della Biblioteca e di affidare il compito di Bibliotecari a Jacob, Cassandra ed Ezekiel.
- Guest star: Bob Newhart (Judson)
- Ascolti USA: telespettatori 5.35 milioni[3]

## ... e il filo di Arianna
- Titolo originale: And the Horns of a Dilemma
- Diretto da: Marc Roskin
- Scritto da: Jeremy Bernstein

### Trama
Baird lavora per formare i nuovi Bibliotecari come soldati, ma è frustrata dalla loro mancanza di esperienza. I quattro, nonostante ciò, si dirigono a Boston per indagare sulla scomparsa di numerosi stagisti presso un importante studio agroalimentare. Il colonnello diventa sospettosa dopo l'incontro con l'amministratrice delegata, Karen Willis e irrompe nella stanza del server, dove trova una collezione di artefatti minoici. Jacob, con Jenkins, deduce che l'azienda sta usando i manufatti per creare un labirinto, con tanto di Minotauro. Karen rivela così ai Bibliotecari che l'azienda è in realtà l'ultimo residuo della monarchia minoica che ha mantenuto in vita per secoli il labirinto. Dopo essere rimasti tutti e quattro intrappolati nel labirinto, Ezekiel e Cassandra riescono a raggiungere la stanza dei manufatti e a recuperare il filo di Arianna. Baird giunge così alla conclusione che il modo migliore per gestire i Bibliotecari è quello di far fare loro ciò che sono in grado di fare.
- Guest star: Tricia Helfer (Karen Willis), Tyler Mane (Minotauro)
- Ascolti USA: telespettatori 3.37 milioni[4]

## ... e la missione di Babbo Natale
- Titolo originale: And Santa's Midnight Run
- Diretto da: Jonathan Frakes
- Scritto da: Paul Guyot e John Rogers

### Trama
I Bibliotecari scoprono che Babbo Natale è scomparso, poche ore prima di Natale. Jenkins spiega loro che Babbo Natale è un essere immortale che trascorre l'intero anno a raccogliere tutti i buoni propositi dell'umanità, per poi restituirli alla mezzanotte di Natale: se ciò non dovesse accadere il mondo finirà nel caos. I quattro vanno così a Londra, dove scoprono che la responsabile del rapimento è la Confraternita del Serpente che vuole avvelenare Babbo Natale. La squadra riesce tuttavia a salvarlo e decide di portarlo in Alaska per l'aurora boreale, ma viene attaccata da Lamia e Dulaque, il leader della Confraternita. Grazie al cappello magico di Babbo Natale, i quattro riescono a sconfiggere la Confraternita e il colonnello Baird, che di nome fa Eve (vigilia in inglese), viene incaricata da Babbo di portare lei, al posto suo, la speranza alle persone.
- Guest star: Bruce Campbell (Babbo Natale)
- Ascolti USA: telespettatori 3.19 milioni[5]

## ... e il pomo della discordia
- Titolo originale: And the Apple of Discord
- Diretto da: Marc Roskin
- Scritto da: Paul Guyot e Geoffrey Thorne

### Trama
Flynn ritorna con notizie preoccupanti: i draghi orientali vogliono scatenare la guerra, a meno che non venga loro restituito il tesoro rubato. Mentre Ezekiel e Jenkins devono gestire il conclave con i draghi, Flynn, Eve, Cassandra e Jacob sono così costretti a recarsi nella tana dei draghi nella Città del Vaticano, dove scoprono che la Confraternita sta utilizzando la controversia tra draghi per convincere il conclave della comunità sovrannaturale dell'inutilità della Biblioteca. Il tesoro rubato si rivela poi essere il pomo della discordia che corrompe gli animi prima di Jacob, e poi di Cassandra e Flynn. I Bibliotecari riescono però a riportare il pomo all'Annesso, dove convincono i delegati a mantenere il ruolo centrale di controllo della Biblioteca. Infine Eve accetta l'offerta di Flynn (che deve ripartire alla ricerca della Biblioteca) di fare la Custode a tempo pieno, per difendere i tre Bibliotecari. 
- Ascolti USA: telespettatori 4.10 milioni[6]

## ... e le fiabe maledette
- Titolo originale: And the Fables of Doom
- Diretto da: Jonathan Frakes
- Scritto da: Kate Rorick

### Trama
Nei pressi di un piccolo paese vicino a Washington, un camion viene gettato giù da un ponte da una mano gigante. I Bibliotecari vanno così a indagare e scoprono che il colpevole è un troll e, successivamente, che molti degli abitanti della città si sono trasformati in personaggi delle favole popolari. Si scopre che la causa di tutto ciò è il bibliotecario del paese che sta utilizzando un libro magico che rende reali le fiabe da lui lette e gli dona nuove energie vitali, rubandole alle altre persone. I bibliotecari stessi sono vittime del libro: Cassandra diventa infatti il Principe Azzurro, Eve una principessa, Jacob il cacciatore, ed Ezekiel l'avventuriero. Toccherà a Ezekiel, l'unico ad avere sempre un lieto fine, risolvere la situazione.
- Guest star: René Auberjonois (bibliotecario del paese)
- Ascolti USA: telespettatori 3.72 milioni[7]

## ... e la legge del tre
- Titolo originale: And the Rule of Three
- Diretto da: Marc Roskin
- Scritto da: Paul Guyot e Kate Rorick

### Trama
I Bibliotecari vengono inviati a una fiera della scienza a Chicago, dove si sono verificati strani e inspiegabili incidenti legati alla magia. Mentre gli altri indagano sulla fiera e i suoi partecipanti, Eve si confronta con l'organizzatrice, che poi Jenkins riconosce come Morgana. Morgana spiega così alla squadra che ha dato agli studenti un'applicazione per cellulari che permette loro di esaudire un desiderio e intanto le fa ricaricare i suoi poteri magici. Sfruttando le competenze scientifiche di una studentessa iscritta al concorso, i Bibliotecari sono però in grado di creare una gabbia di Faraday, per dissipare il contraccolpo della magia di Morgana e sgominare il suo piano. Prima di sparire, Morgana schernisce Eve sul destino della Biblioteca e le affida un messaggio da riferire a Jenkins.
- Guest star: Alicia Witt (Morgana), Bex Taylor-Klaus (studentessa)
- Ascolti USA: telespettatori 3.44 milioni[8]

## ... e il cuore oscuro
- Titolo originale: And the Heart of Darkness
- Diretto da: John Harrison
- Scritto da: Geoffrey Thorne

### Trama
Durante l'ispezione delle linee magiche in Slovacchia, i Bibliotecari si imbattono in un'adolescente di nome Katie, che li implora di salvare i suoi amici, rimasti bloccati in una casa vicina. Eve prende Jacob ed Ezekiel per indagare sugli avvenimenti che accadono nella casa, lasciando Cassandra fuori, a sorvegliare Katie. Jenkins suggerisce loro che la casa possa essere uno dei tanti rifugi magici che appaiono di tanto in tanto per aiutare i viaggiatori. All'interno della casa, i tre vengono attaccati da un'entità oscura e imprigionati all'interno di una casa delle bambole. Cassandra scopre così che l'entità della casa non è malvagia e sta cercando solamente di proteggerli da Katie: la ragazza è infatti una serial killer che da anni utilizza la casa per compiere i suoi omicidi. Cassandra riesce poi a vincere e sconfigge Katie da sola, liberando i suoi amici e ripristinando lo spirito custode originale della casa, che li aiuta poi a tornare a casa.
- Guest star: Lea Zawada (Katie)
- Ascolti USA: telespettatori 2.86 milioni[8]

## ... e la città della luce
- Titolo originale: And the City of Light
- Diretto da: Tawnia McKiernan
- Scritto da: John Rogers e Jeremy Bernstein

### Trama
I Bibliotecari visitano una piccola città nello stato di New York, dove un ricercatore di UFO è scomparso. I tre, dopo che Baird sparisce nel nulla, scoprono che nella città vi è nascosta un'ulteriore città segreta: una griglia wireless sperimentale, costruita da Nikola Tesla nel 1915, intrappola infatti tutti gli abitanti originari della città in una dimensione alternativa, da cui possono influenzare il nostro mondo soltanto prendendo temporaneamente il controllo dei corpi altrui, tra cui quello del ricercatore scomparso. Il leader della città, Mabel Collins rivela che Tesla ha progettato un condensatore per invertire l'esperimento e liberare tutti ma che sono serviti cento anni perché si ricaricasse: i Bibliotecari, soprattutto Jacob, decidono così di aiutare la donna ad attivare il condensatore. All'ultimo secondo, però, dopo aver liberato Eve, sono costretti a interrompere la procedura per evitare un'esplosione di larga scala, lasciando così tutto com'è e provocando inoltre la morte di Mabel. Eve, al termine dell'episodio, decide di lasciare un messaggio ai futuri Bibliotecari, per ricordare loro di aiutare nuovamente la città della luce, tra cento anni quando il condensatore sarà di nuovo carico.
- Guest star: Haley Webb (Mabel Collins)
- Ascolti USA: telespettatori 3.27 milioni[9]

## ... e la trama del destino
- Titolo originale: And the Loom of Fate
- Diretto da: Jonathan Frakes
- Scritto da: John Rogers

### Trama
Flynn torna all'Annesso, dopo aver scoperto un modo per riportare indietro la Biblioteca. Tuttavia Dulaque interferisce col piano e, dopo aver sacrificato Lamia, acquisisce il telaio del destino, che usa per riscrivere la storia e prevenire la caduta di Camelot. Eve finisce per questo sbalzata in varie linee temporali, dove Flynn non è divenuto il Bibliotecario: insieme a Flynn si ritrova infatti nelle dimensioni dove il ruolo di Bibliotecario è stato assegnato rispettivamente a Jacob, Ezekiel e Cassandra. Infine Cassandra, dopo aver completamente sviluppato i suoi poteri di stregoneria, aiutata dagli altri Bibliotecari, invia Eve e Flynn al Fiume del Tempo, dove incontrano nuovamente un giovane Dulaque, che si rivela essere Lancillotto e, per salvarli, dovrà intervenire Jenkins che si rivelerà essere anch'egli un cavaliere di Camelot: l'abile spadaccino Galahad. I tre riescono così, dopo che Flynn ricuce il telaio, a risolvere la situazione e a riportare tutto alla normalità, nonostante solo Eve si ricordi dell'accaduto.
- Ascolti USA: telespettatori 3.03 milioni[9]